# Sue Townsend
Sue Townsend (Leicester, 2 de abril de 1946 - 10 de abril de 2014), nombre de nacimiento Susan Lillian Townsend, fue una columnista, periodista, guionista y escritora británica.
Fue prolífica periodista que colaboró con The Observer, The Sunday Times y The Daily Mail. Escribió varios libros, entre ellos el superventas El diario secreto de Adrian Mole, que se convirtió en un clásico de la literatura británica. La saga se ha traducido a 48 idiomas y de ella se han vendido más de 10 millones de copias.
Contrajo matrimonio con Colin Broadway. Fue madre de  Victoria Townsend, Sean Townsend, Daniel Townsend y Elizabeth Broadway.
Falleció 10 de abril de 2014, a los 68 años de un derrame cerebral.

## Libros
- 1982, El diario secreto de Adrian Mole
- 1992, La Reina y yo
- 1997, Niños fantasmas
- 2002, Number Ten
- 2012, La mujer que vivió un año en la cama